# قائمة الأطعمة المجففة

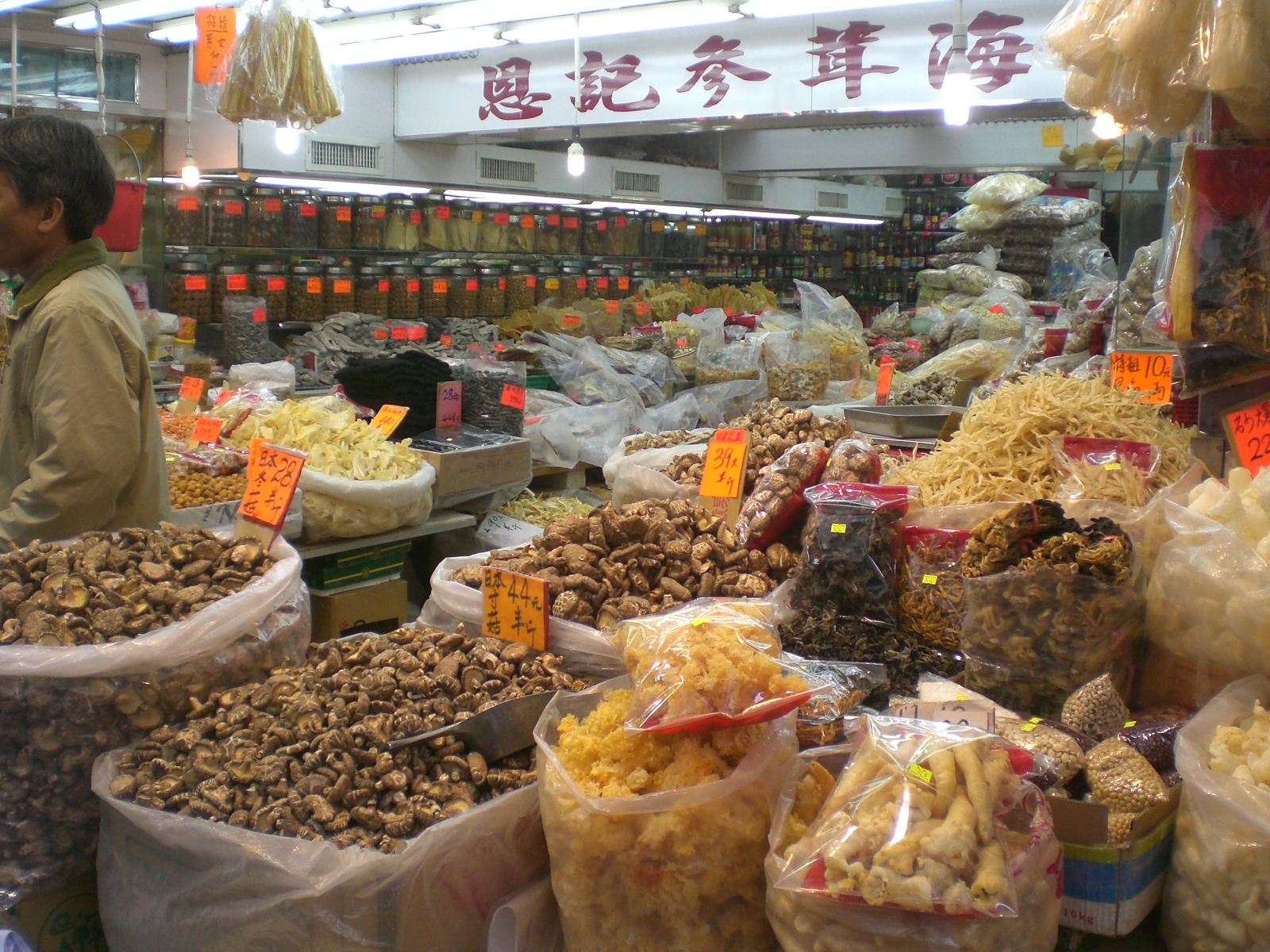
متجر يبيع أنواع مختلفة من تجفيف (الطعام)

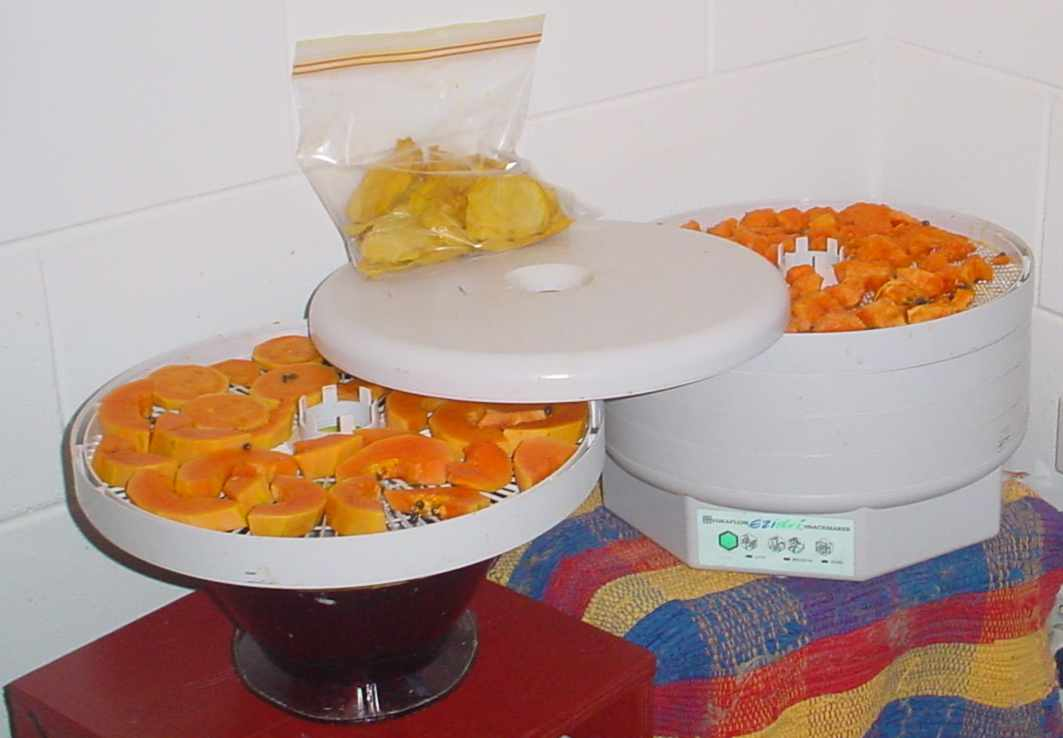
مجفف طعام كهربائي بستخدم لتجفيف المانغا والبابايا

تجفيف الطعام هو وسيلة لحفظ الأغذية، حيث يعمل على إزالة الماء من الطعام، ما يمنع نمو البكتيريا. تستخدم هذه الطريقة لحفظ الأطعمة في جميع أنحاء العالم منذ العصور القديمة. لا يعرف على وجه التحديد متى وأين بدأت هذه الطريقة، لكن يعود تاريخ أقرب ممارسة معروفة لتجفيف الطعام إلى عام 12000 قبل الميلاد في منطقة الشرق الأوسط ومناطق آسيا.

## أطعمة مجففة

### أطعمة معالجة

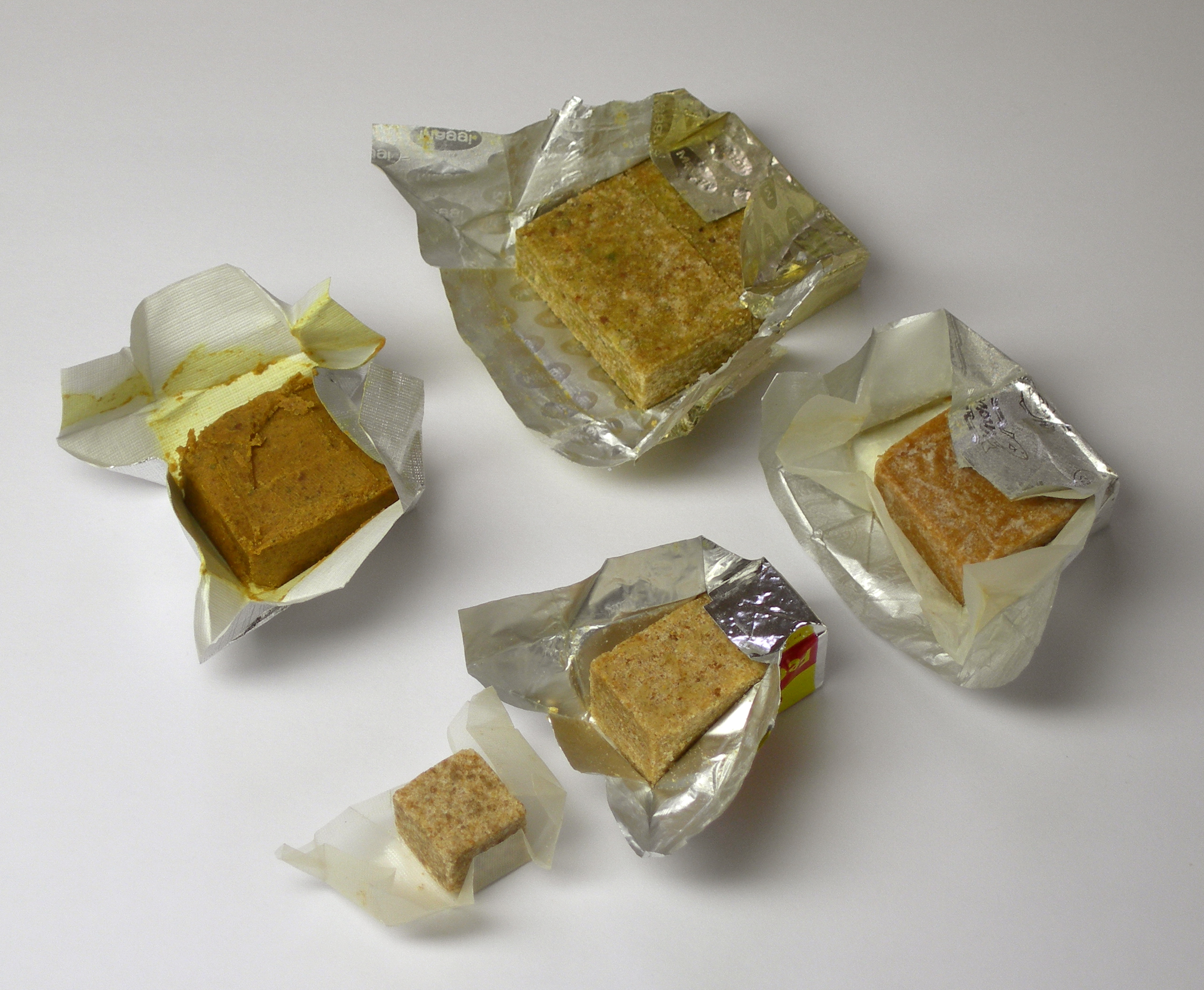
مكعبات المرق مختلفة الاحجام

- مكعب مرق الدجاج - هو عبارة عن مرق دجاج مجفف، يُشكّل على هيئة مكعبات حجمها 15مم مكعب. تصنع مكعبات مرق الدجاج بتجفيف الخضراوات واللحوم والمنكهات والتوابل وصياغتها في مكعب صغير.
- وجبة إفطار فورية - والمقصود بها المنتجات الغذائية التي تقدم على الإفطار ويتم تصنيعها على شكل مسحوق من مواد غذائية مجففة، يتم عادة إضافة حليب لها ومن ثم تشرب على شكل مشروب.[2][3]
- قهوة فورية - مشروبات تشتق من بذور البن. وتجفف بطريقة التجفيف بالرذاذ أو التجفيف بالتجميد.كما يوجد أنواع أخرى تأتي على شكل سائل مركز. .[4]
- البيض - مسحوق البيض هو بيض مجفف بشكل كامل. ويُصنع بطريقة التجفيف بالرذاذ، بنفس طريقة صنع الحليب المجفف. يخزّن مسحوق البيض لفترة تتراوح من 5 إلى 10 سنوات عند تخزينه بدون أكسجين في بيئة تخزين باردة.[5] ثمة منتج آخر من البيض المجفف يحضّر بطريقة التجفيف بالتجميد، ويمكن حفظه لمدة تصل إلى 25 عاماً.
- حليب مجفف معلب - عبارة عن حليب معلّب، يجهّز عن طريق نزع حوالي 60% من المياه من الحليب الطازج. وهو يختلف عن الحليب المكثف المحلى الذي يحتوي على سكر مضاف.

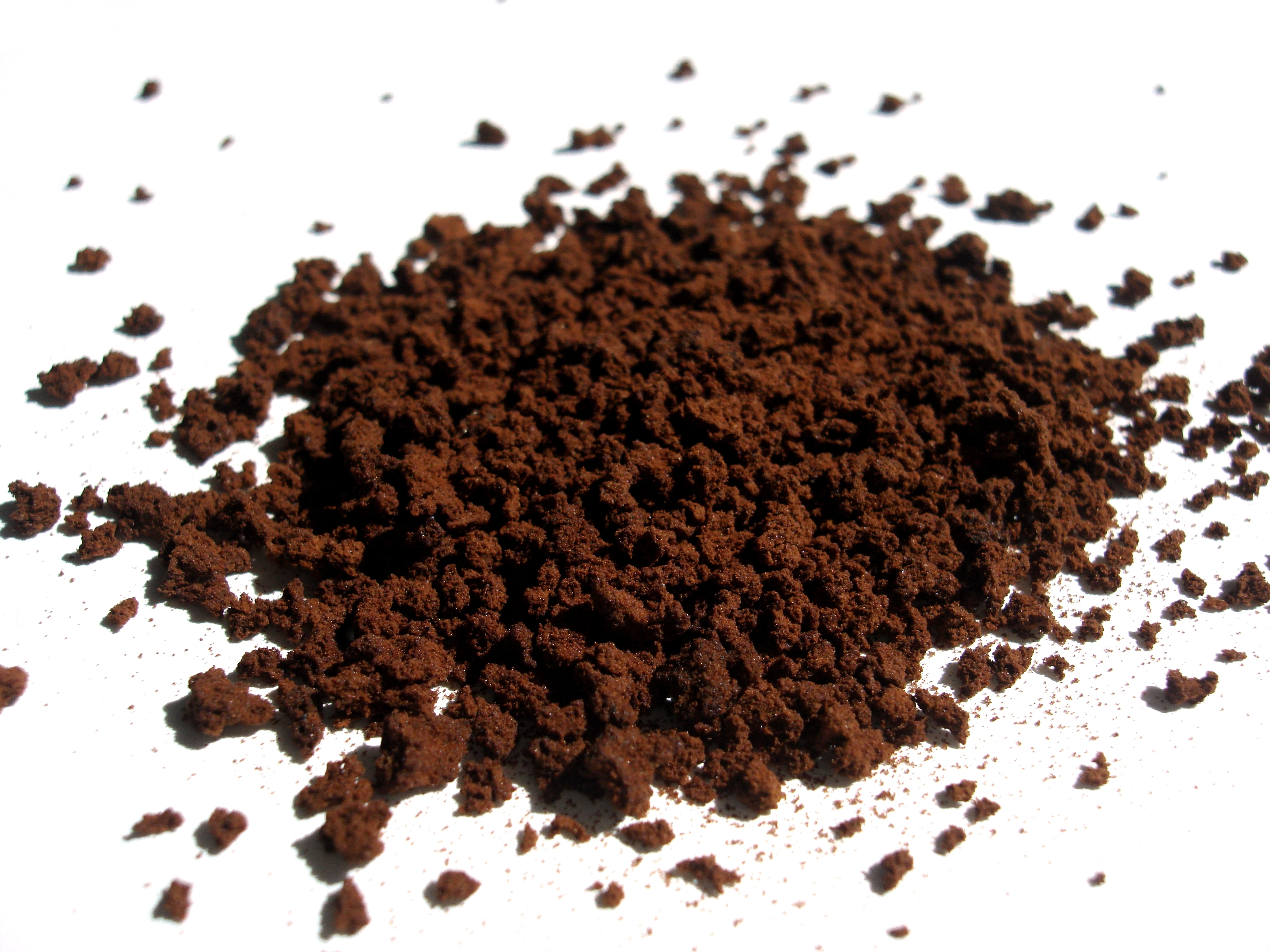
قهوة فورية
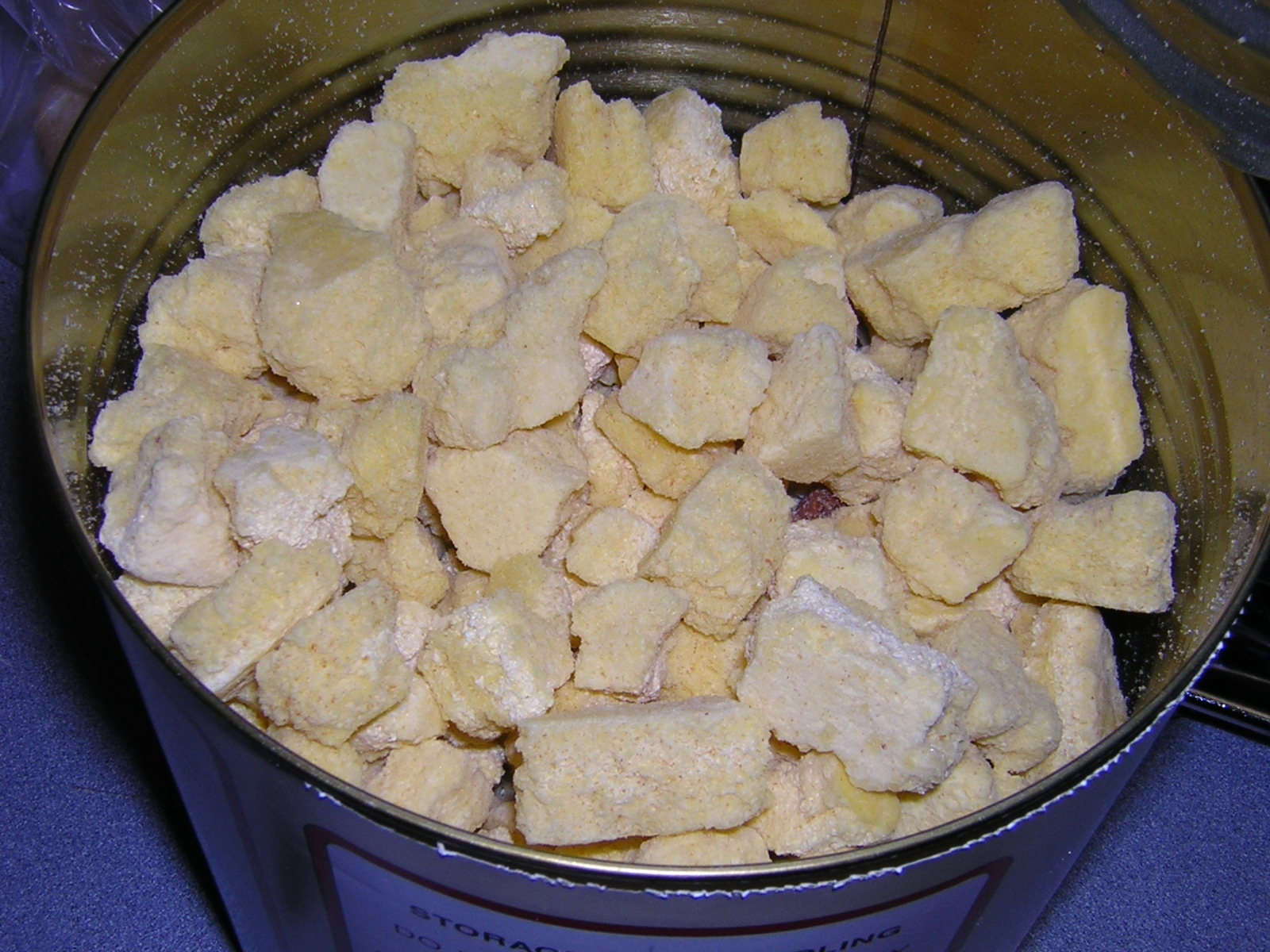
بيض (طعام) مجفف بالتجميد
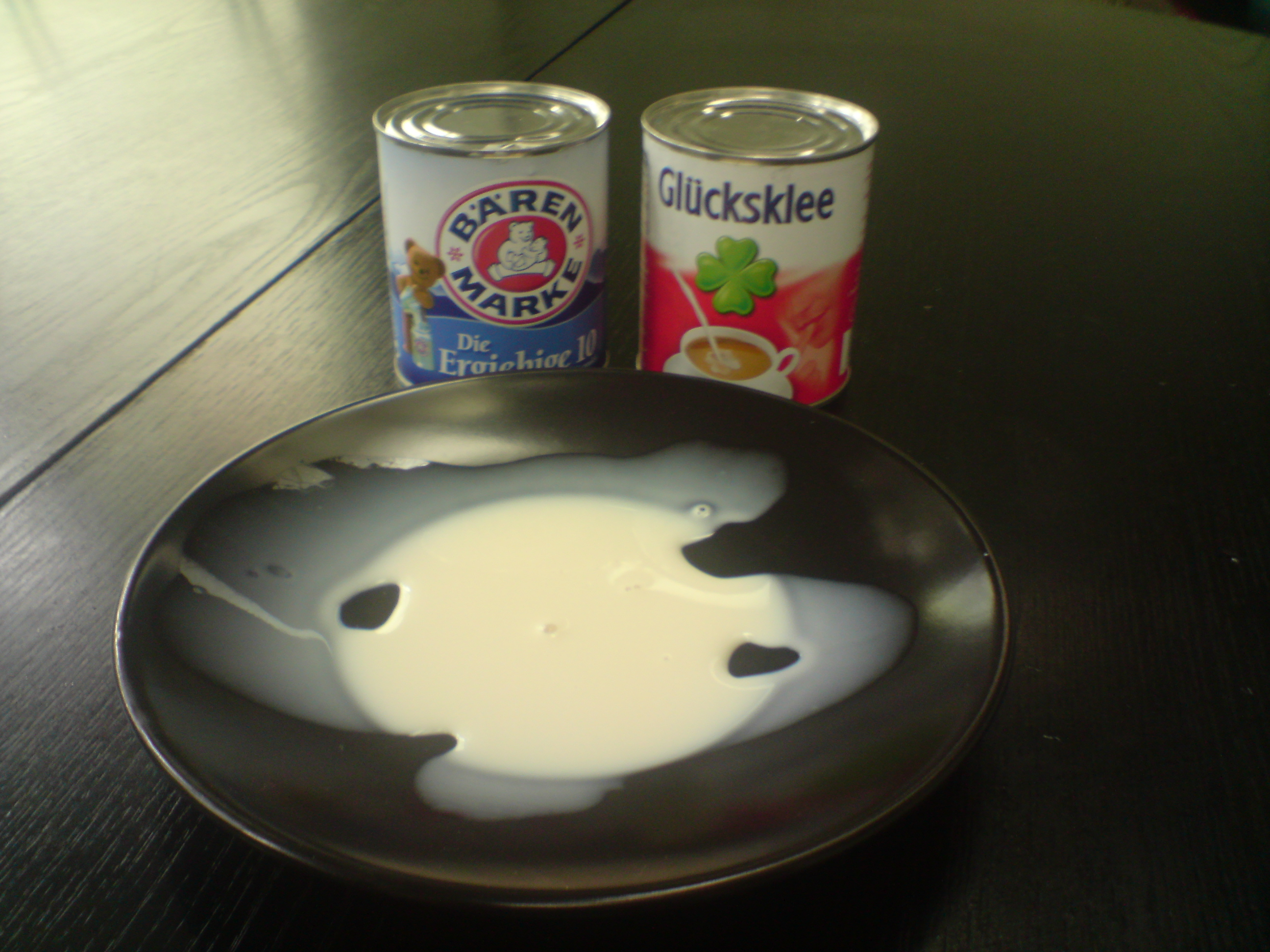
حليب مجفف
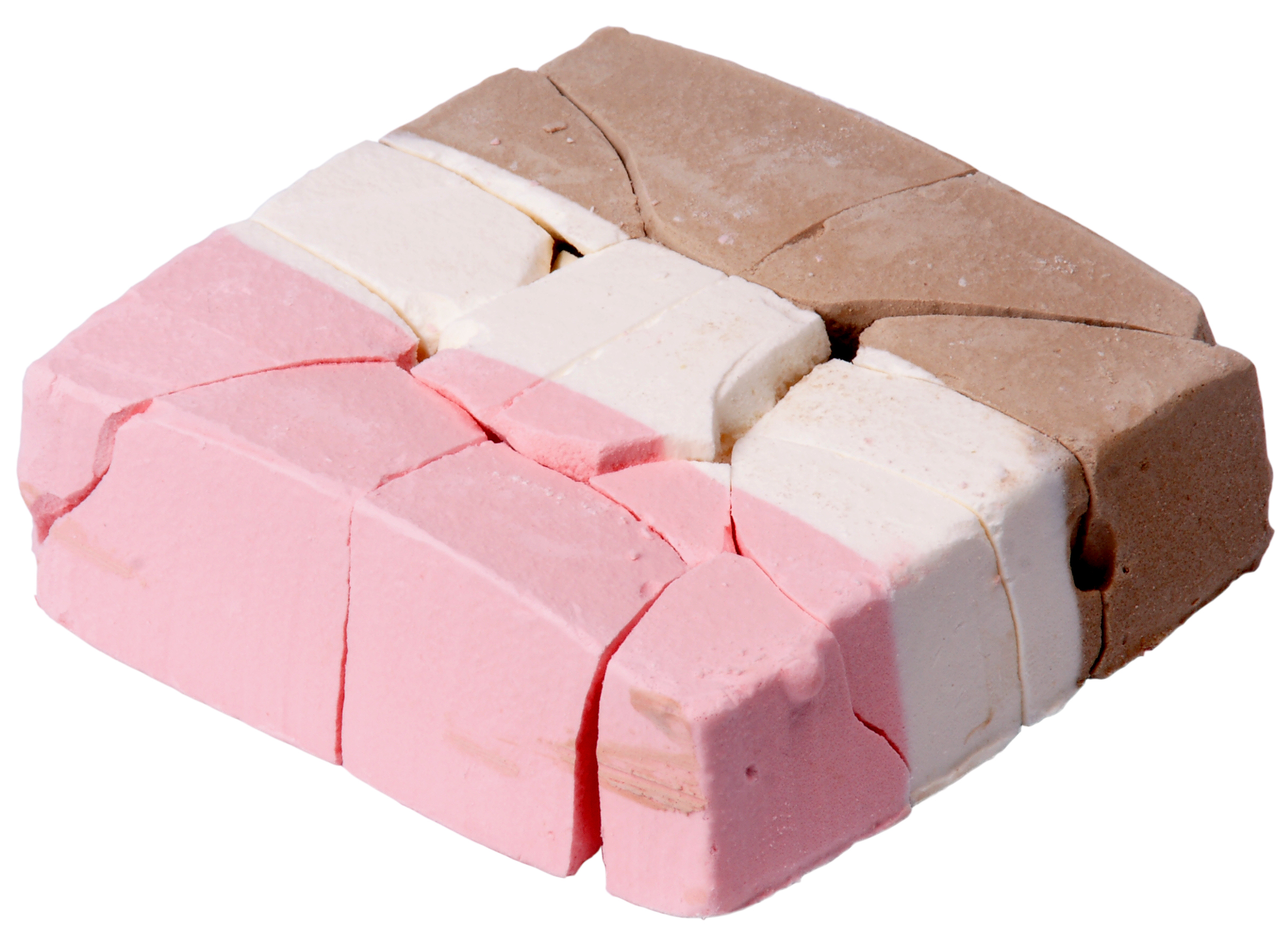
مثلجات مجففة

- كنور - منتج غذائي وعلامة تجارية ألمانية. يتم تجفيف الحساء ومزجه مع التوابل.
- كشك (أكلة) - من الأطعمة الشعبية المعروفة في المطبخ اللبناني والفلسطيني والسوري والكردي والإيراني. ويصنع الكشك بتجفيف اللبن الرائب أو لبن الزبادي. ثم يشكّل بعدة أشكال كالكرات والشرائح.
- مبيض القهوة - مادة سائلة أو حبيبية، تستخدم كمادة تضاف للقهوة بديلاً عن الحليب والقشطة.
- نودلز - وهي شعيرية مجففة أو مطبوخة مسبقاً، تباع في عبوات مع مسحوق توابل أو زيت التوابل. يعتبر الرامن نوع شائع من النودلز، وهو شائع في المطبخ الآسيوي.
- دقيق الشوفان
- توابل البوشار - تستخدم لإضافة نكهات للبوشار.
- حليب مجفف - يصنّع من منتجات الألبان، عن طريق تبخير الحليب حتى يجف. في العصر الحديث، يتم تصنيع مسحوق الحليب بطريقة التجفيف بالرذاذ[6] للحليب منزوع الدسم أو الحليب كامل الدسم أو مصل الحليب. تتم أولاً بسترة الحليب في مبخر ليصل إلى حوالي 50% من المواد الصلبة. ثم يُرَشّ الحليب الناتج المركّز في حجرة ساخنة حيث يتبخر الماء على الفور تقريباً وتترك حبيبات الحليب الصلبة مجففة.

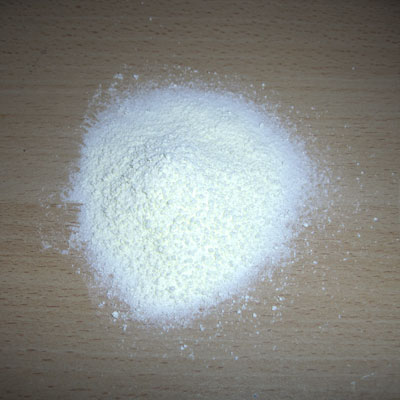
حليب مجفف
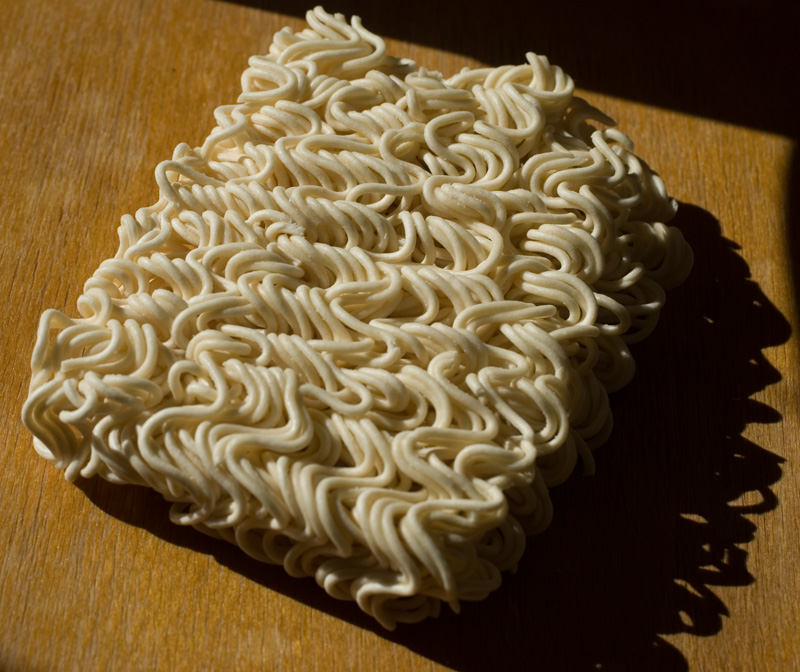
نودلز (رامن)
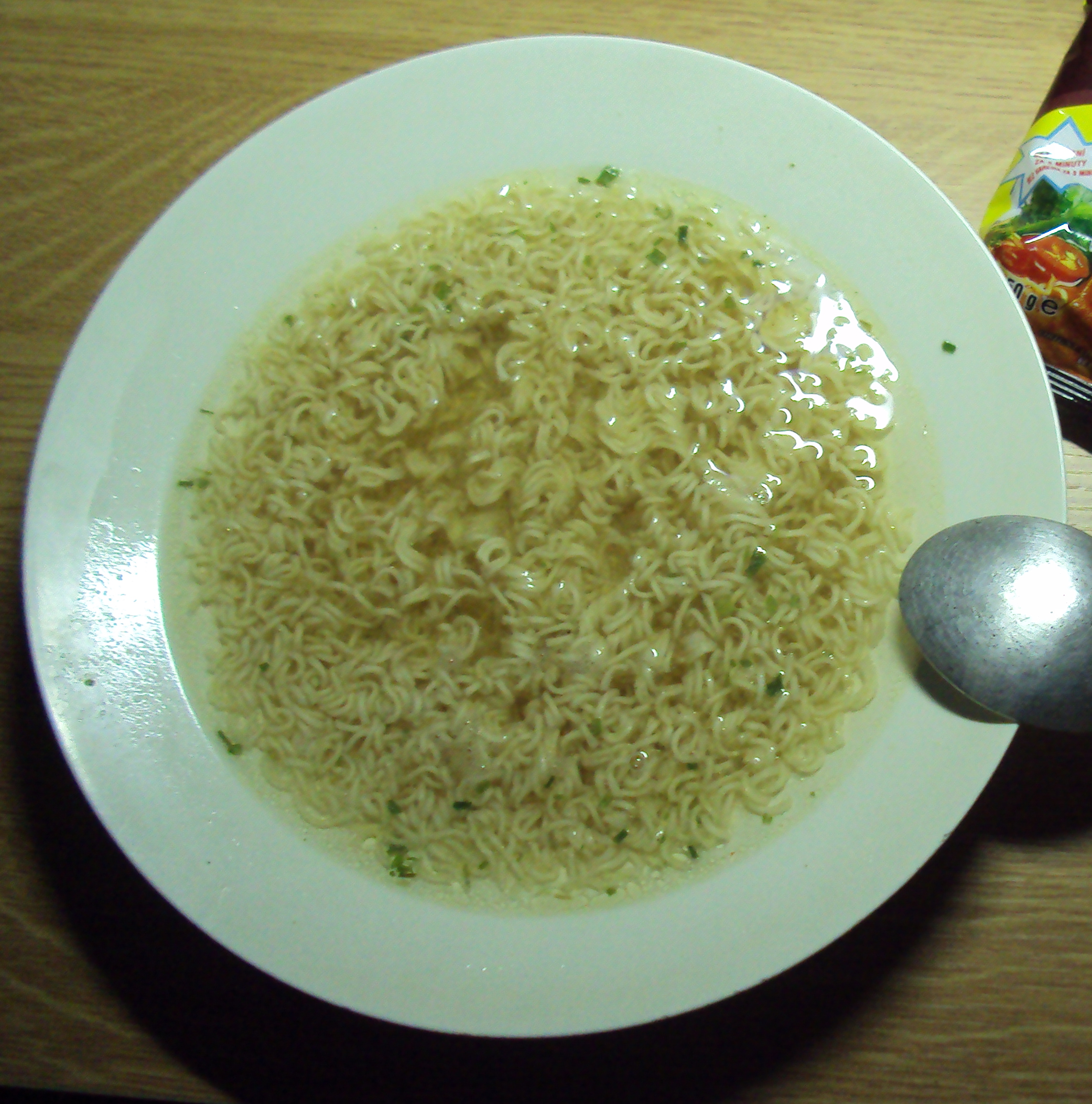
رامن فوري الاستعمال

## أطعمة نباتية

### الفواكه المجففة
فاكهة مجففة هي عملية إزالة معظم المحتوى المائي في الفاكهة بشكل طبيعي بتجفيفها تحت أشعة الشمس أو من خلال استخدام مجففات مخصصة. عملية تجفيف الفاكهة موغلة في القدم ويعود تاريخها إلى الألفية الرابعة قبل الميلاد في بلاد الرافدين، وتحظى بشعبية نظراً لمذاقها الحول وقيمتها الغذائية وطول فترة تخزينها.
- شرائح التفاح

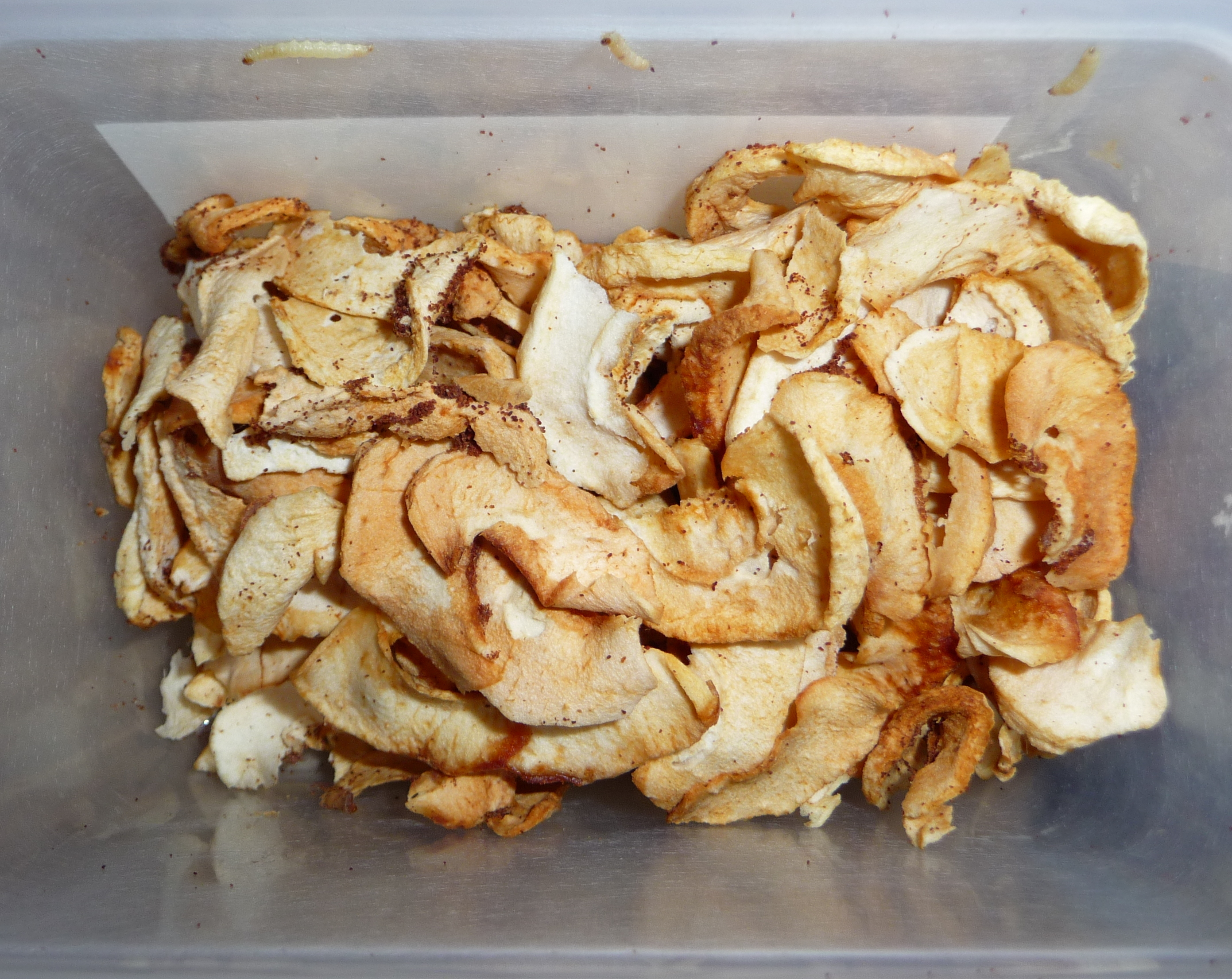
تفاح

- تفاح مجفف - يمكن أكله مجففاً أو بتغطيسه في السوائل كالماء أو المشروبات الكحولية.
- مشمش مجفف - يجفف قطعاً كاملة أو أنصاف.
- شرائح الموز تجفف شرائح الموز أو تقلى قلياً عميقاً، وهو معروف في إندونيسيا والهند تحديداً.
- ليمون أسود - يستخدم كبهارات في أطباق مطبخ الشرق الأوسط يجهّز الليمون الأسود بغلي الليم الطازج في ماء يحوي ملح الطعام ثم يُجفف في الشمس حتى يصبح داخلة أسود اللون.

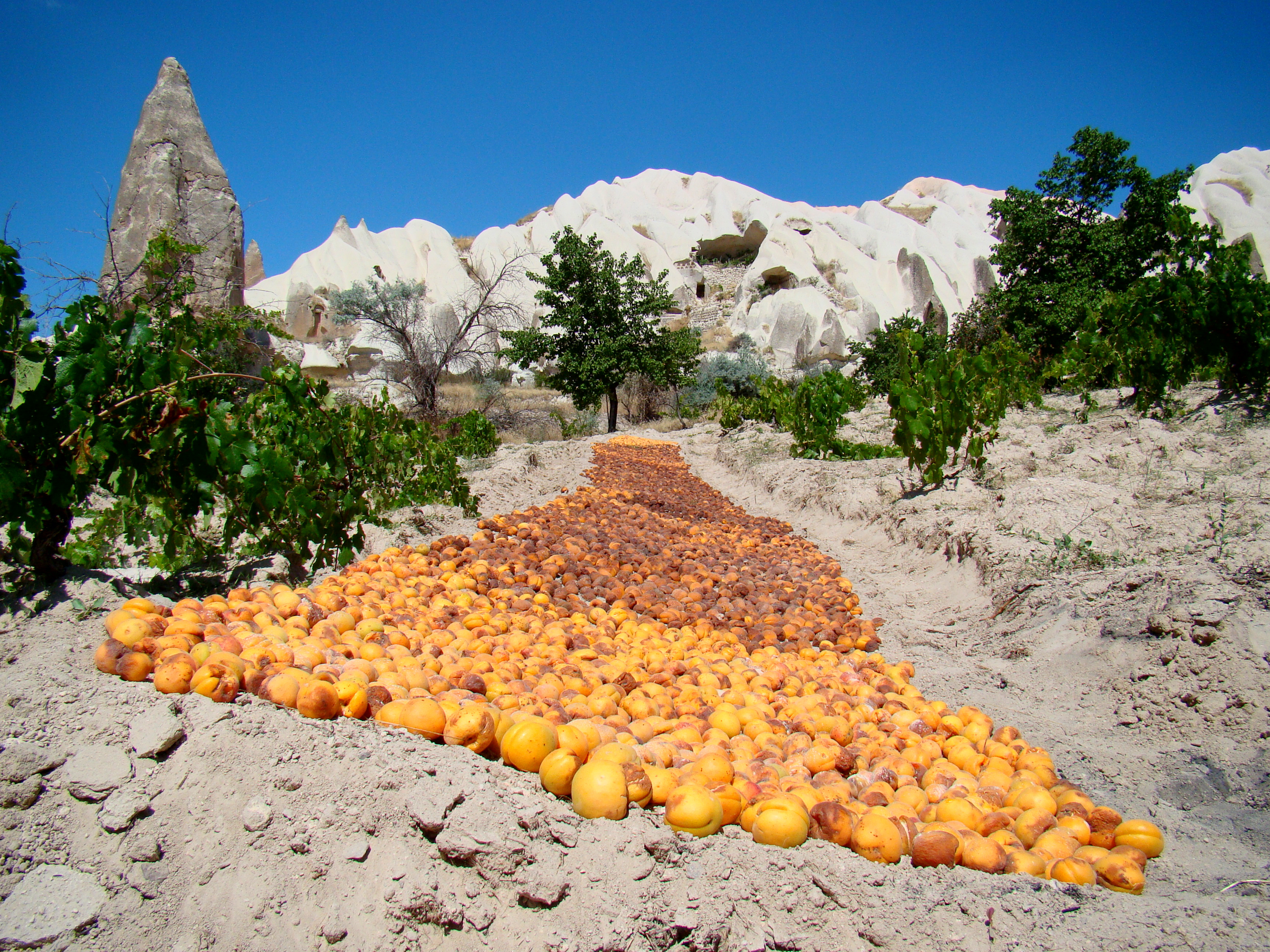
تجفيف المشمش على الأرض في تركيا
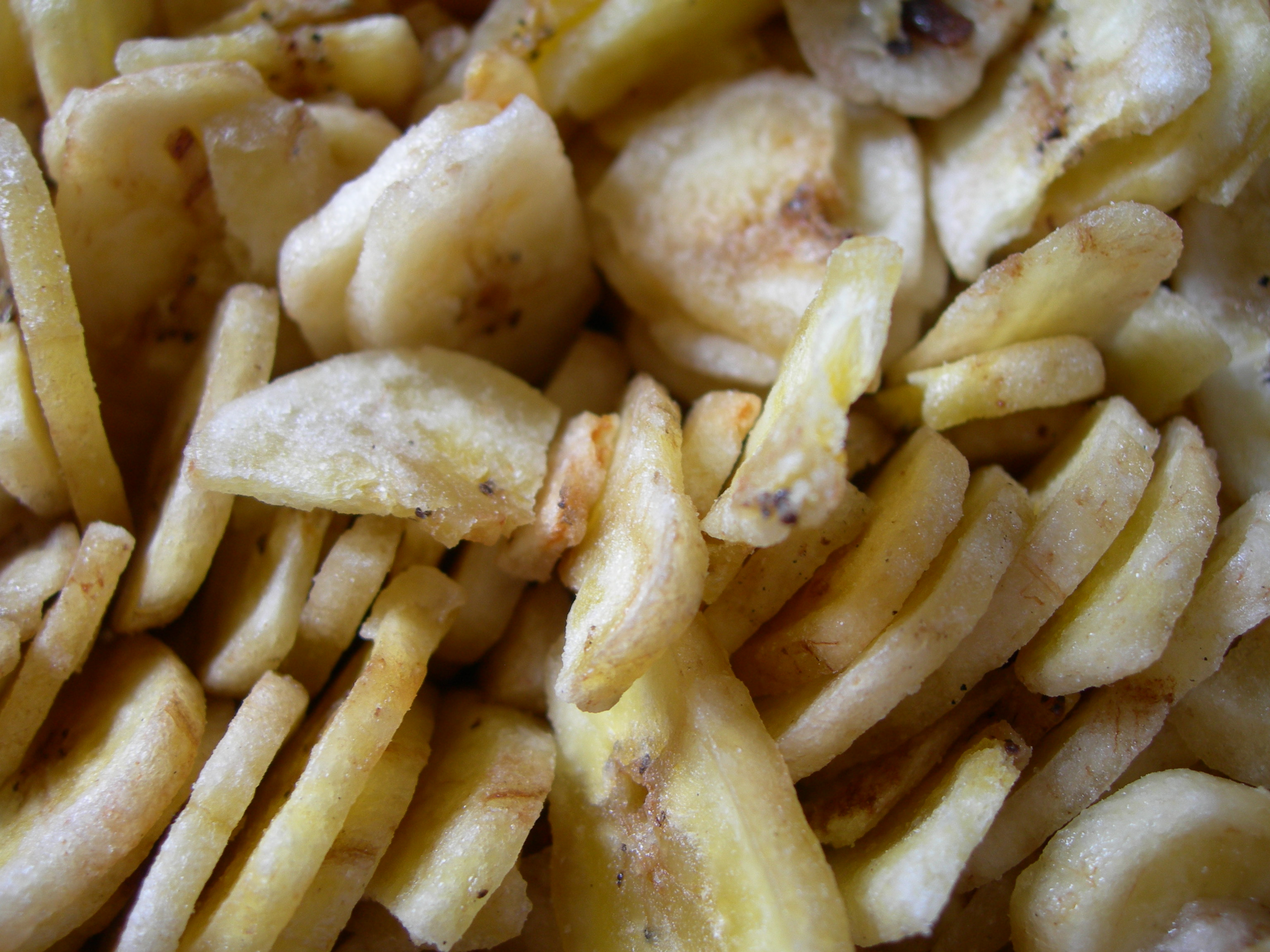
شرائج موز مجفف
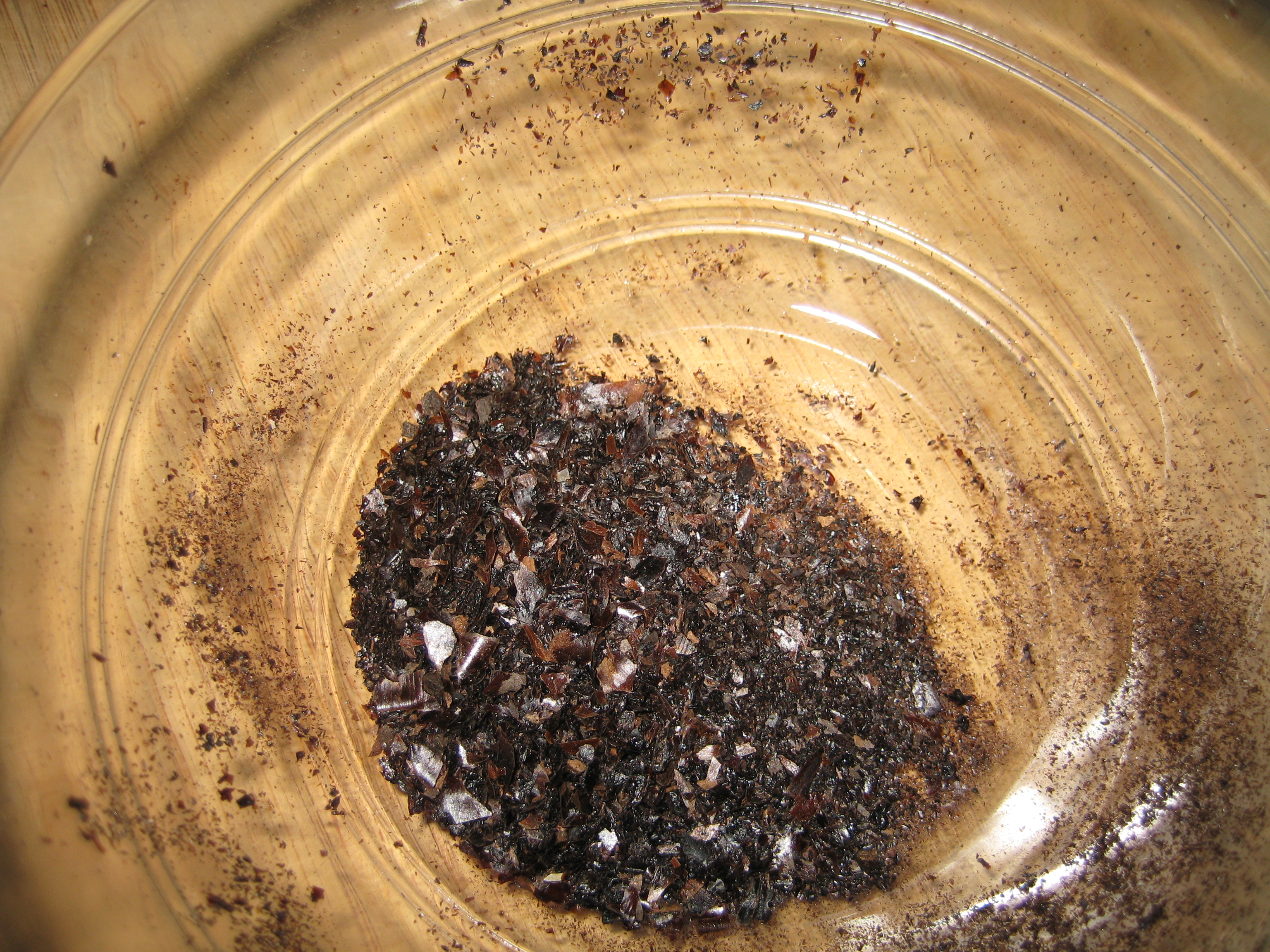
ليمون أسود مجفف

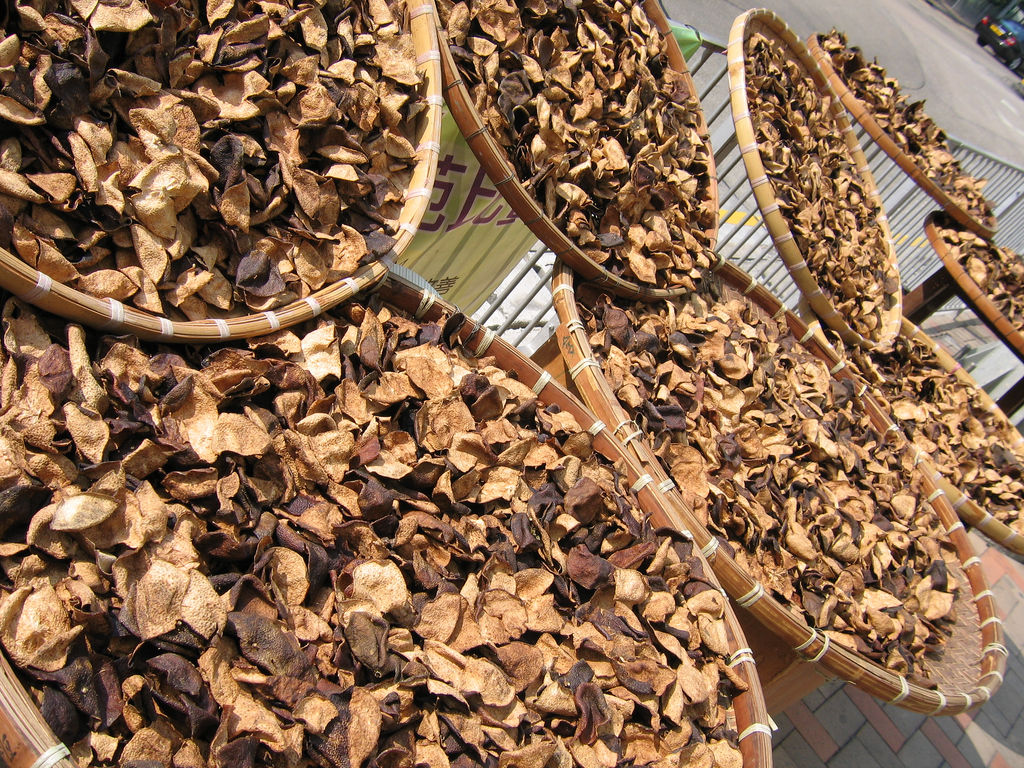
تشينبي مجفف في الشمس في هونغ كونغ

- جوز الهند- يمكن تجفيفه كاملاً أو أنصاف أو شرائح، ثم يبشر جوز الهند المجفف
- تشينبي مجفف في الشمس - تستخدم قشور اليوسفي كتتبيل في أطباق المطبخ الصيني وفي الطب الصيني التقليدي.
- كرز مجفف - كرز.
- توت بري مجفف - يُصنع بتجفيف الثمار الطازجة بطريقة تشبه تجفيف العنب لصنع الزبيب.
- نخلة التمر - التمر يجفف غالباً بأشعة الشمس.
- التين - التين الشائع نوع من جنس (تصنيف) اللبخ، ويتبع الفصيلة التوتية. يؤكل التين المجفف كما هو أو في أطباق الحلويات
- عوسج- تباع ثمار العوسج المجففة في صناديق مفتوحة وعبوات صغيرة ويتم طبخها عادة قبل تناولها

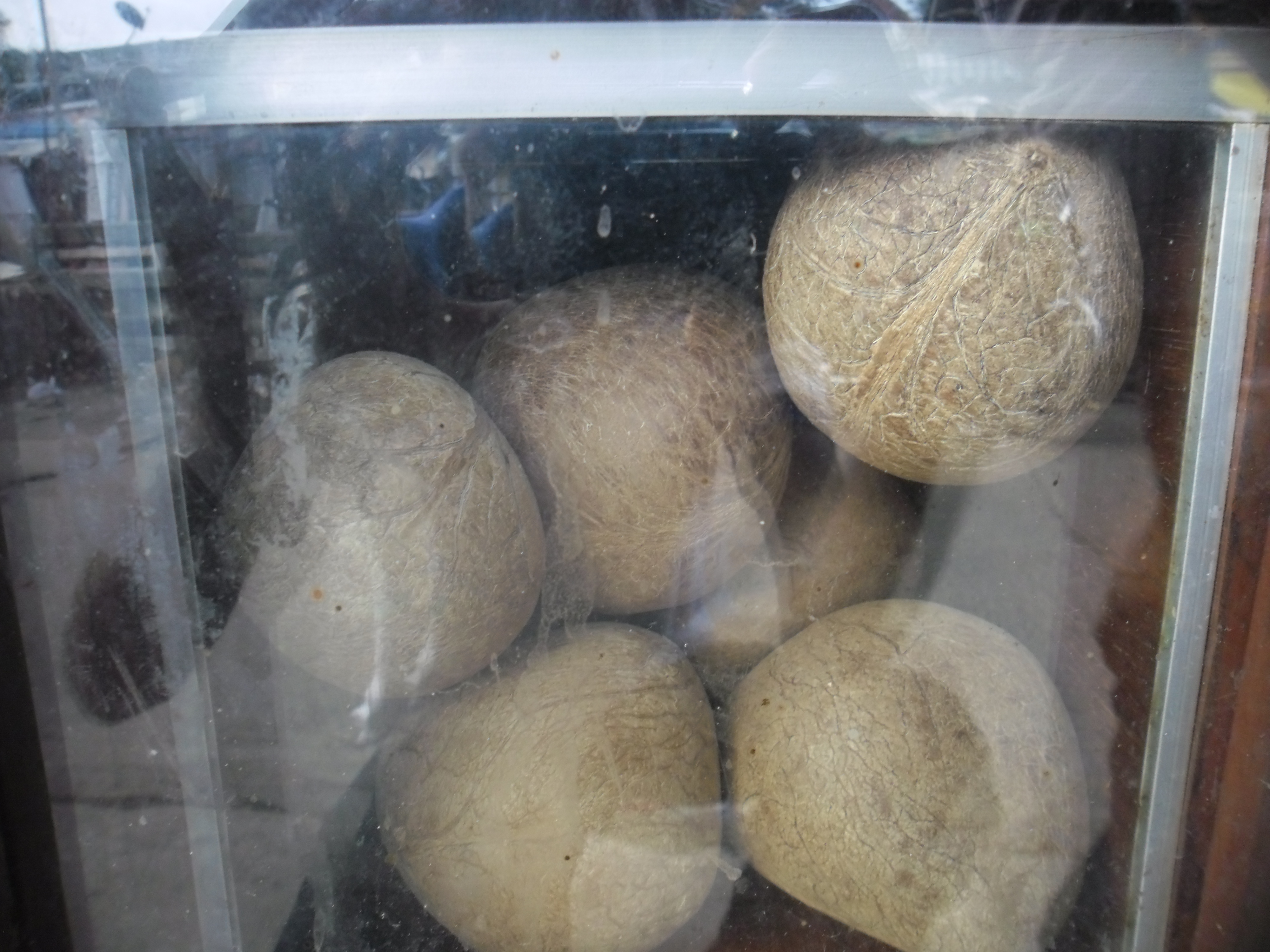
جوز الهند المجفف
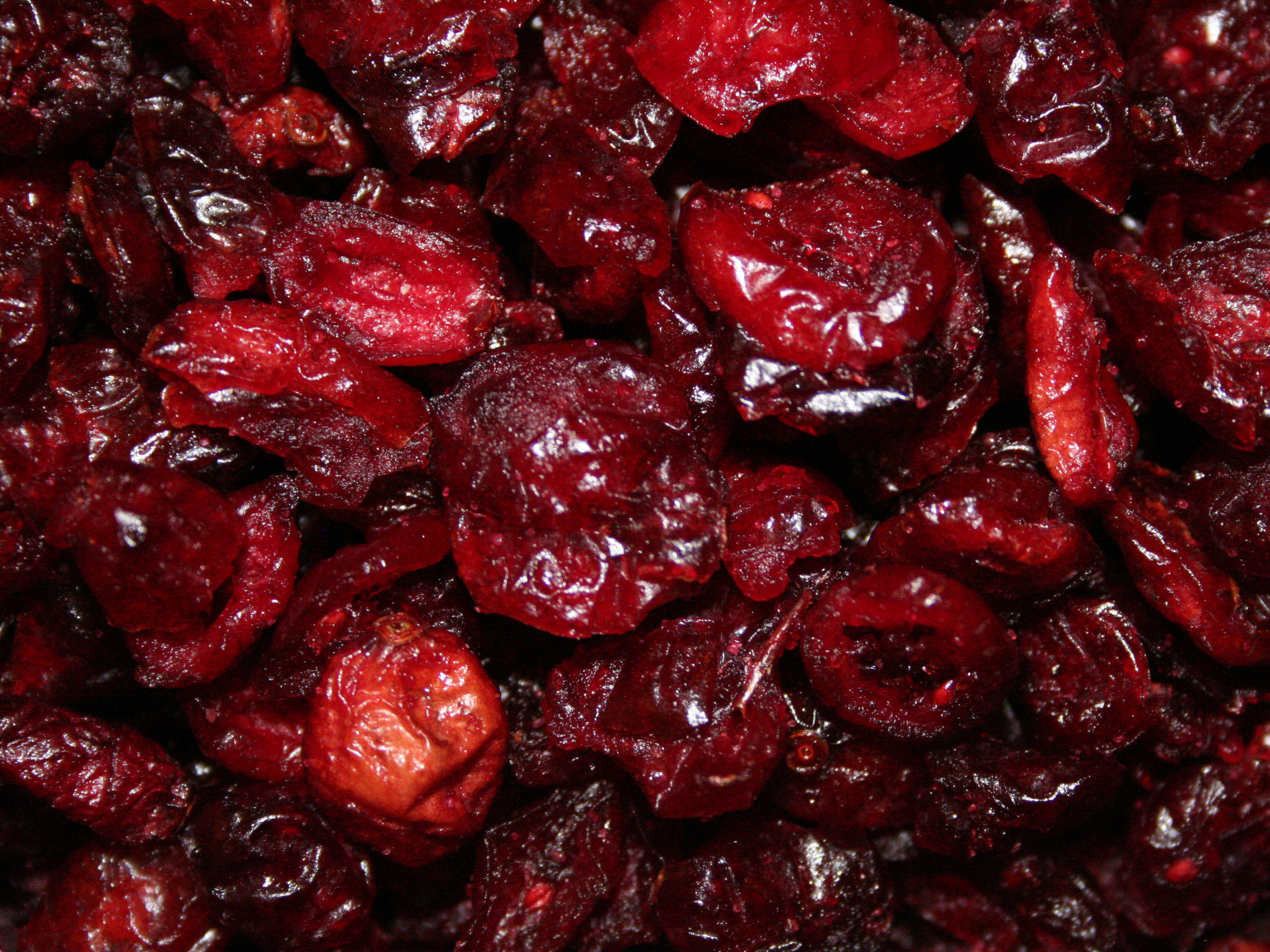
توت بري مجفف
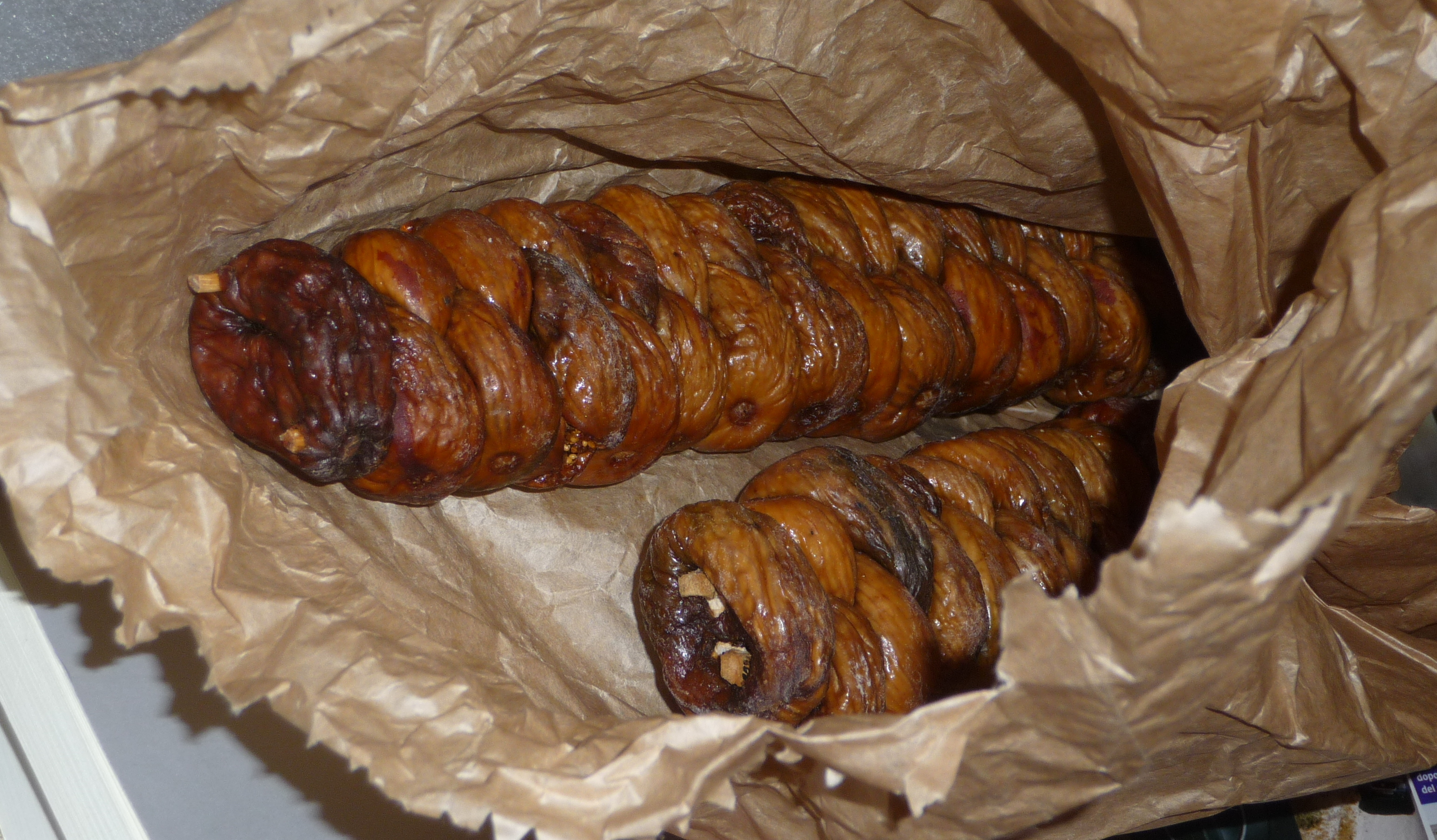
تين شائع
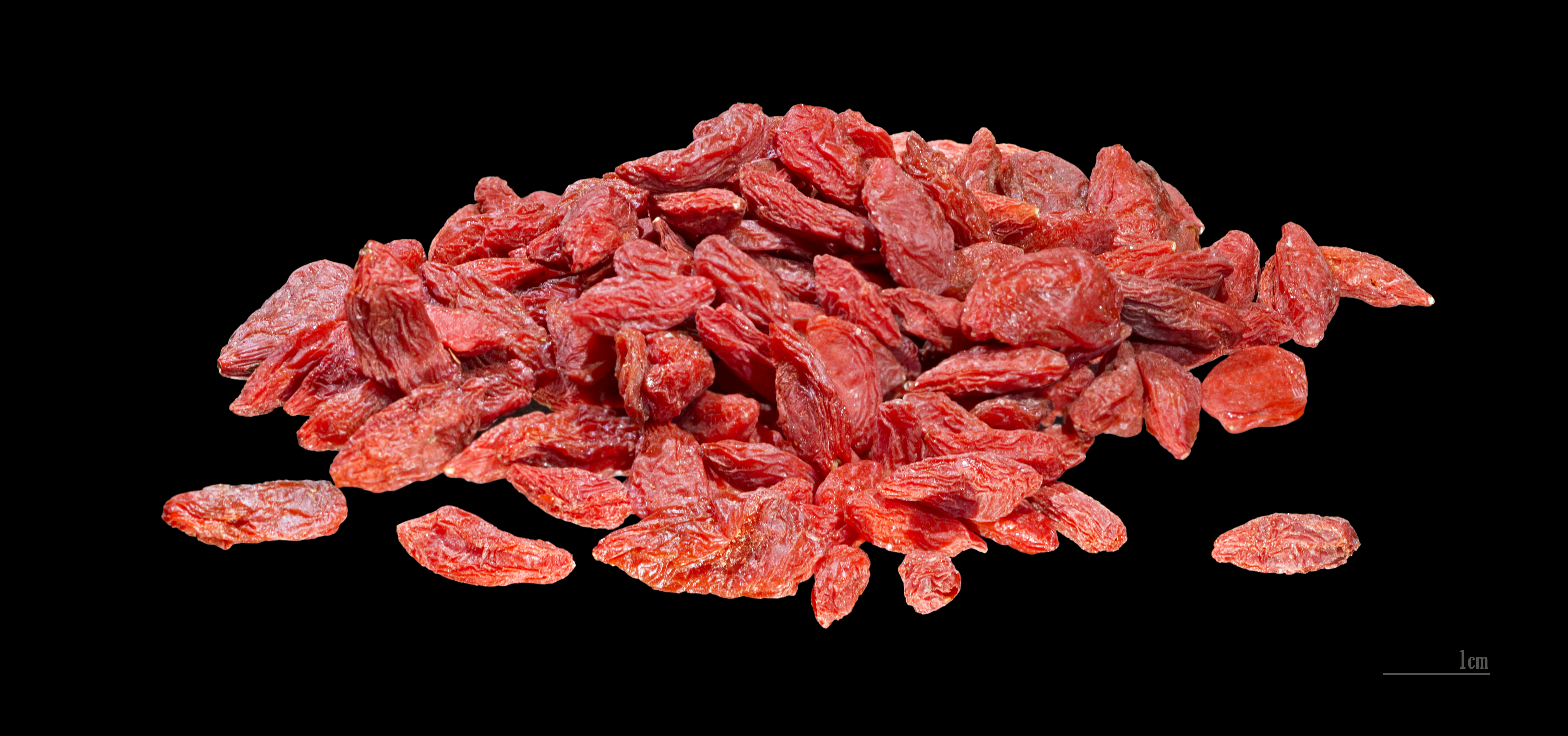
ثمار عوسج مجففة

- مانجا - المانجا المجففة من أشهر منتجات الفلبين وصادراتها.
- البندق - تصنف من الفاكهة. في مجال الطبخ، تستخدم طائفة واسعة من البذور المجففة وتسمى بالمكسرات، لكن في سياق علم النبات، هذه البذور تضم الأنواع التي تفتق فيها الثمرة
- الوردي حب الفلفل- ثمار شجيرة الفلفل البيروفي. عام 1982، حظرت إدارة الغذاء والدواء في الولايات المتحدة استيراد الفلفل البرازيلي من فرنسا إلى الولايات المتحدة، مؤكدةً أن الأشخاص الذين يتناولون هذه الثمار معرّضون لخطر الإصابة ببعض الأعراض الحادة كانتفاخ الجفون وعسر الهضم. كان رد مجلس الوزراء الفرنسي على ذلك أن الثمار آمنة إذا ما أُنتجت في ظروف محددة.[7] رفعت الولايات المتحدة الحظر لاحقاً.
- القراصية - أي نوع من البرقوق مثل الخوخ والبرقوق الأوروبي، يباع طازجاً أو مجففاً. يوجد أكثر من 1000 نوع من البرقوق المستنبت والذي ينتج بغرض تجفيفه.

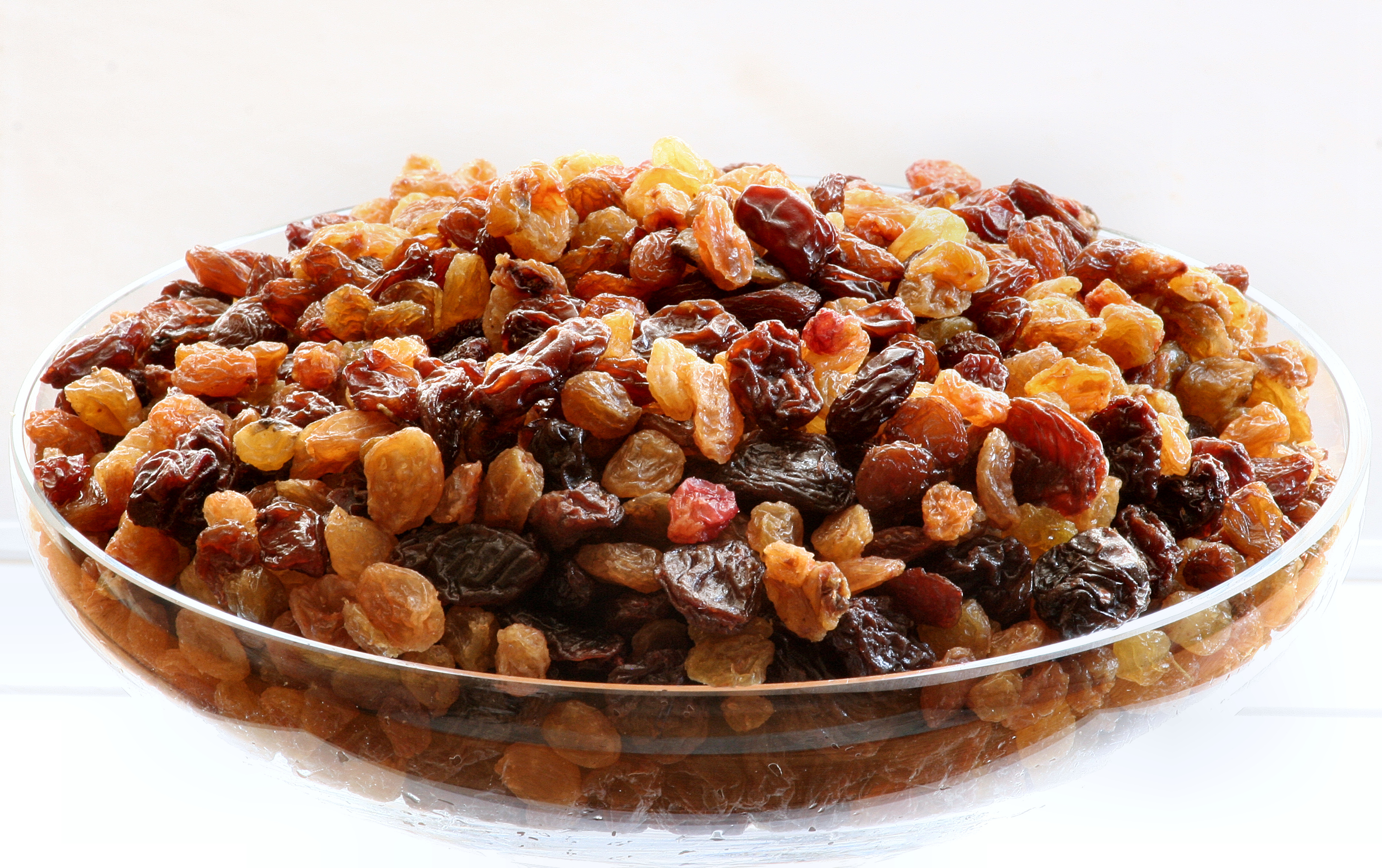
أنواع مختلفة من الزبيب منتج من أنواع مختلفة من العنب

- زبيب-عنب مجفف، ويُنتج في مناطق عديدة في العالم، ويؤكل نيئاً أو في يدخل في صناعة بعض الأطباق كالبرياني والحلويات وصنع الجعة
- رسترا - تجفيف قرون الفلفل الحار وتستخدم للحفاظ على الفلفل وللزينة أيضاً

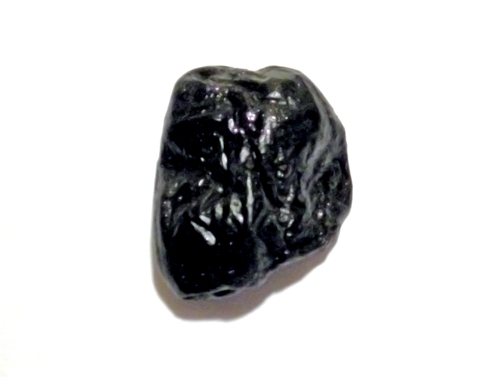
القراصية المجففة
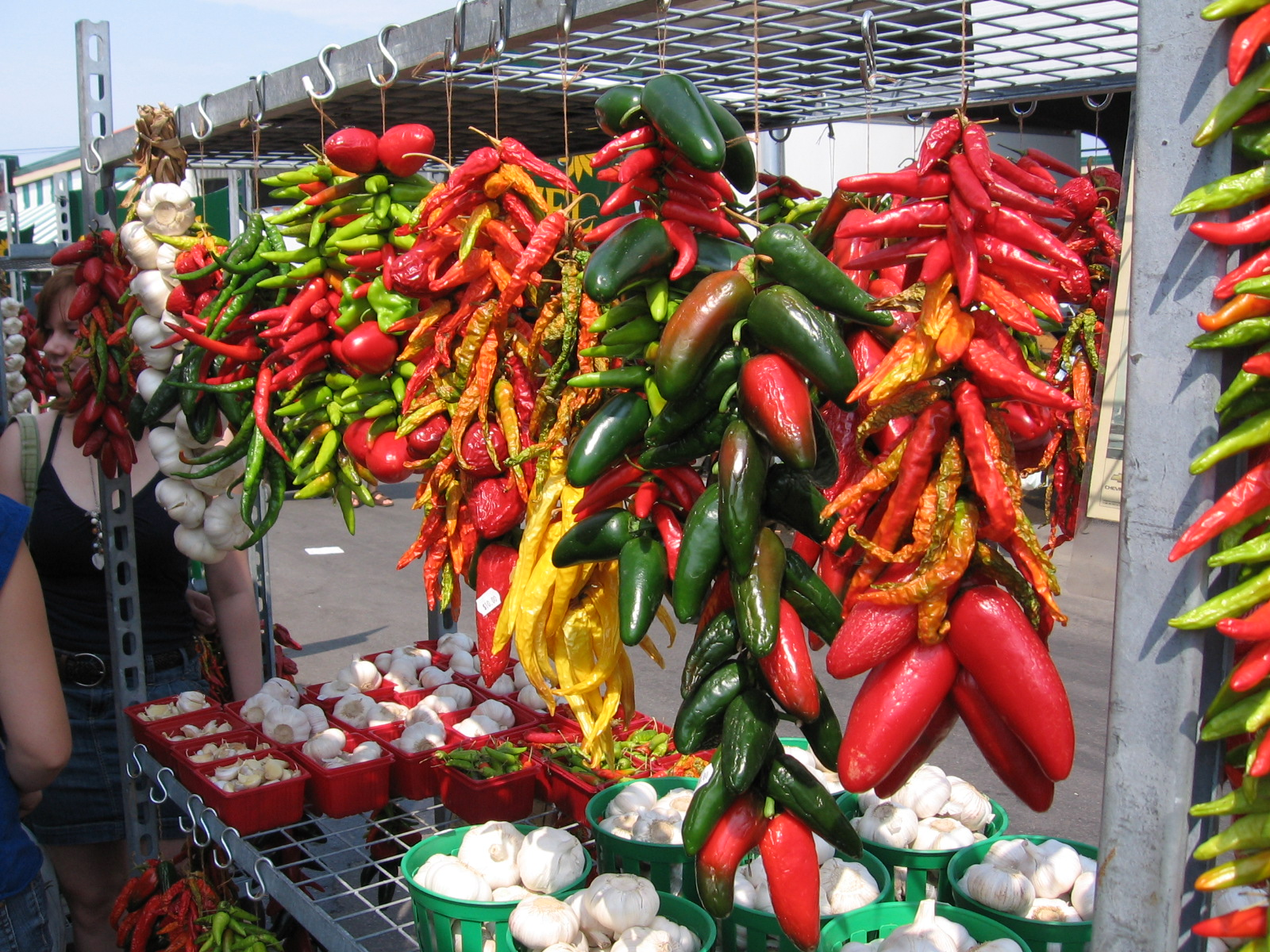
أنواع ريسترا وأنواع فلفل حار أخرى وثوم معروضة في سوق مونتريال.

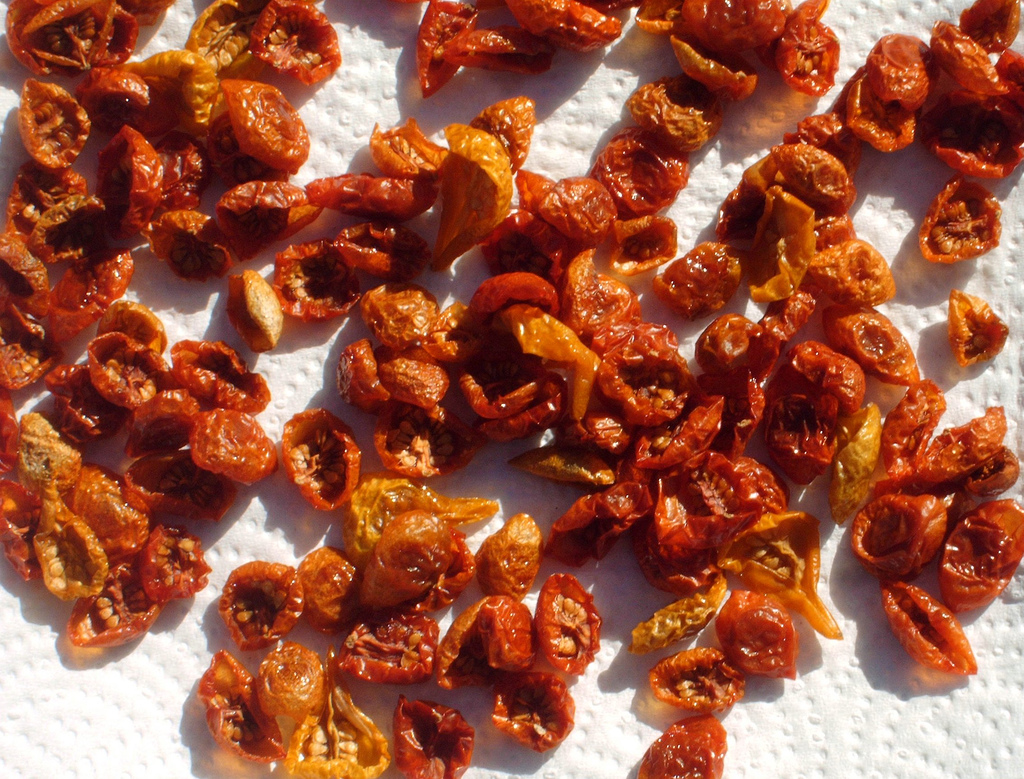
بندورة مجففة في الشمس

- سلطة مجففة، برقوق مملح، يمكن تحليتها بالسكر واليانسون أو تغليفها بالفلفل الحار والليم
- طماطم مجففة في الشمس - توضع الطماطم الناضجة تحت أشعة الشمس حتى تفقد معظم الماء الذي تحويه. تعالج هذه الطماطم مسبقاً بثاني أكسيد الكبريت أو الملح قبل وضعها تحت أشعة الشمس بهدف تحسين الجودة.[8]

### الخضراوات المجففة
يمكن تجفيف عدد كبير من الخضراوات كالبطاطا والفاصوليا والفول والبازيلا والليمون والخضراوات والورقية والجزر والذرة والبصل.
- تشونيو - البطاطا يتم تجفيفها بالتجميد، وهي منتج تقليدي لدى شعوب كيتشوا وأيمارا في بوليفيا وبيرو[11] كما أنها معروفة لدى عدة دول في أمريكا الجنوبية كالأرجنتين وبوليفيا وتشيلي وبيرو.

- بطاطس - البطاطا المهروسة الفورية هي منتج يتم تحضيره من خلال عملية صناعية تتضمن طبخ وهرس وتجفيف الثمار ومن ثم تغليفها في عبوات لتكون جاهزة للإعداد في المنزل في ثوانٍ من خلال إضافة الماء الساخن أو الحليب لها، ويكون الناتج بطاطا مهروسة دون بذل الجهد أو الوقت..
- شرائح الخضراوات – يتم تحضيرها بتجفيف الشرائح ببساطة

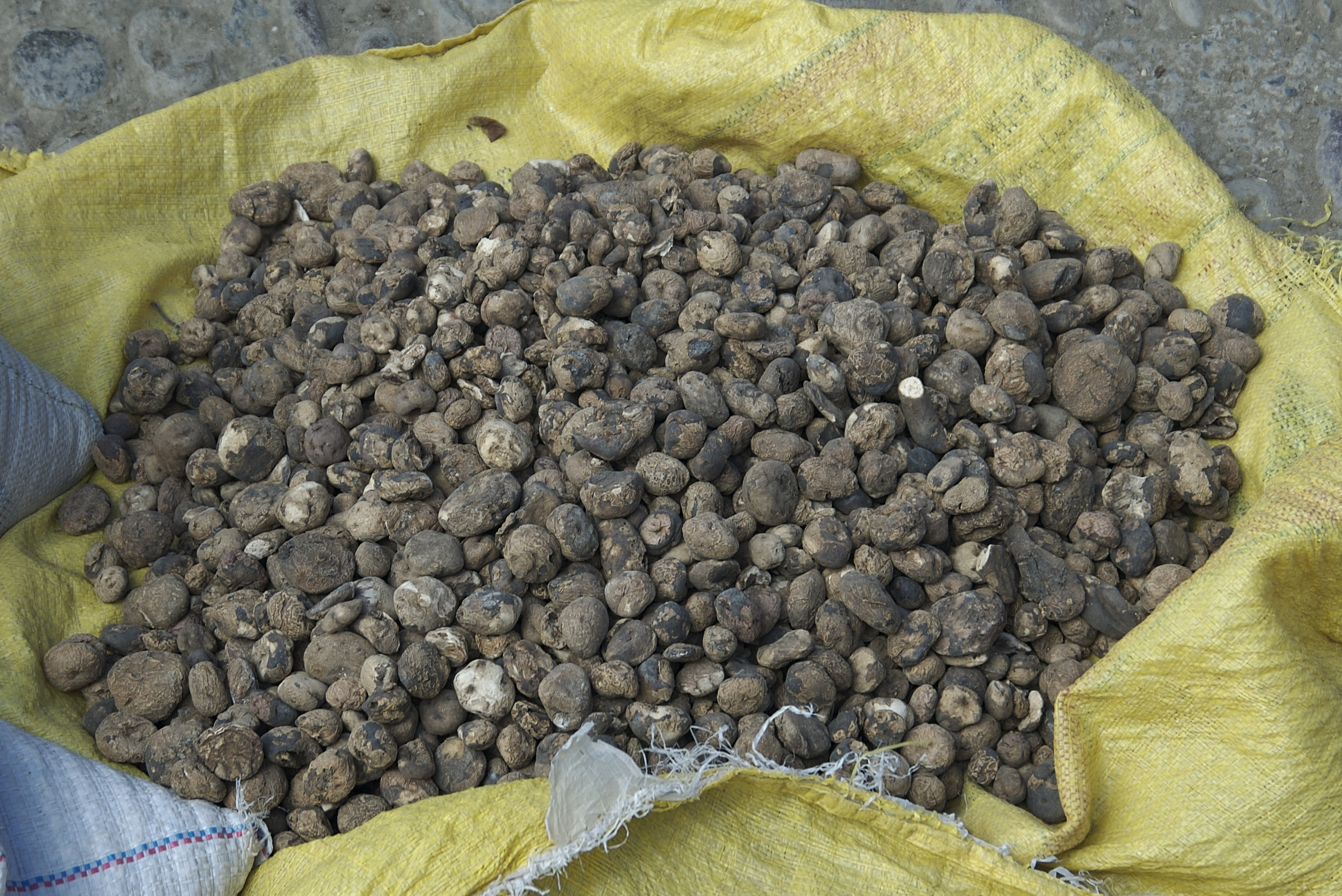
تشونيو
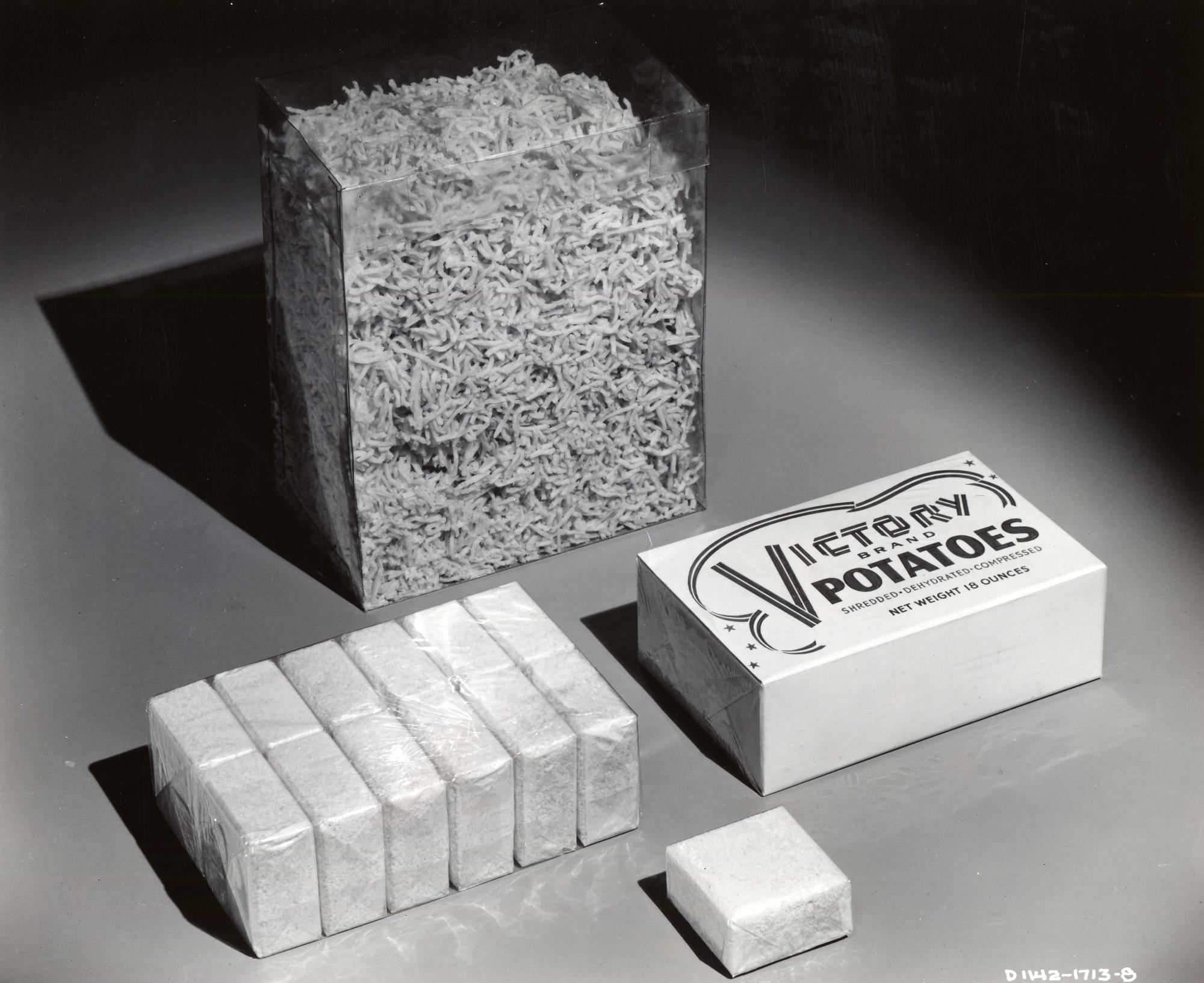
بطاطا مقطعة مجففة
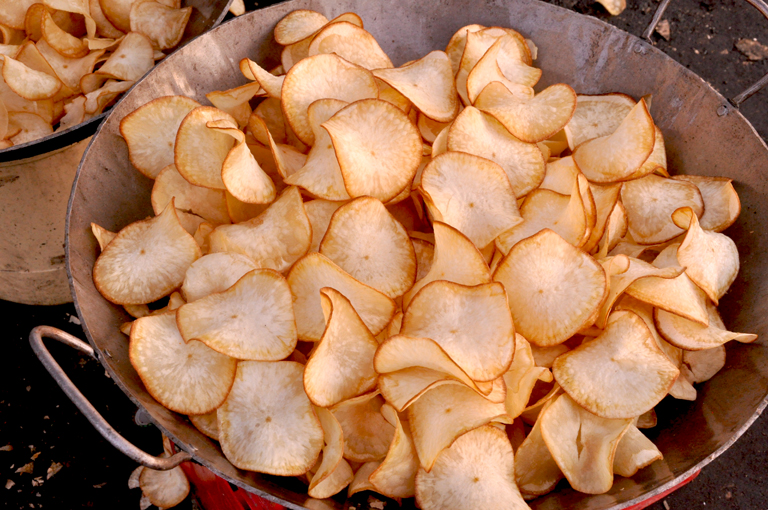
شرائح الخضراوات المجففة، مقلية قلياً عميقاً

### البذور المجففة

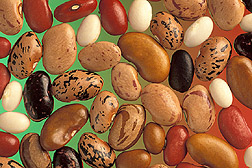
فاصوليا مجففة

- البقول - البقول هي اسم شائع لعدد كبيرة من بذور النباتات المستخدمة كغذاء للبشر أو كأعلاف للحيوانات، والتي تتبع جنس (تصنيف) الفصيلة البقولية. البقول الجافة تتضمن الفاصولياء بأنواعها والفول واللوبياء
- الحبوب الغذائية - يتم تجفيف مئات الملايين من الحبوب الغذائية للاستهلاك البشري، بما في ذلك الأرز وفول الصويا والذرة والقمح وحب الشمس والسورغم والشوفان والشعير والكانولا\السلجم [12] في الدول الزراعية، يتضمن التجفيف الحد من الرطوبة من حوالي 17-30% حتى 8-15%، حسب نوع الحبوب. يجب أن يكون محتوى الرطوبة النهائية ملائماً للتخزين. ويضاف إلى قائمة الحبوب المذكورة مسبقاً العدس والحمص والأرز البري والدخن وأنواع أخرى.

## لحوم مجففة
- بسطرمة - نوع من لحم البقر المجفف المتبل، ترجع أصوله إلى الأناضول،[13] وينتشر الآن في تركيا والبلدان التي كانت قد خضعت لحكم الدولة العثمانية سابقاً.
- بانشيتا - نوع من البيكون الإيطالي يحضر من تجفيف لحم بطن الخنزير مع إضافة الفلفل الأسود. وهو من أكلات إيطاليا الشهيرة وتختلف طريقة تخضيره من منطقة لأخرى ولكن غالباً ما يُقطّع لشرائح من مكعبات، كما يتم إنتاجه في إسبانيا.
- بيلتونغ - نوع من اللحوم المجففة المنتشرة في بوتسوانا وناميبيا وجنوب أفريقيا وزيمبابوي، ويُستخدم لتحضيرها أنواع مختلفة من اللحوم تتراوح من لحم البقر ولحوم الطرائد وصولاً إلى شرائح لحم النعام من المزارع التجارية. وتُحضَّر عادةً من الشرائح النية لهذه اللحوم.